# Правителство на Георги Кьосеиванов 2, 3 и 4
Второто, третото и четвъртото правителство на Георги Кьосеиванов са петдесет и пето, петдесет и шесто и петдесет и седмо правителство на Царство България, назначени с Укази № 282, № 169 и № 178 от 4 юли 1936 г., 14 ноември 1938 г. и 23 октомври 1939 г. на цар Борис III. Управлява страната до 15 февруари 1940 г., след което е наследено от първото правителство на Богдан Филов.

## Политика
В началото на 1937 г. е приет новият избирателен закон. В него се предвижда задължително начално образование за селските и прогимназиално – за градските общински съветници. Гласуването на мъжете е задължително. Право да избират се дава само на жените майки със законен брак. Няколко седмици по-късно се провеждат изборите за общински съветници, които завършват с успех за правителството. Гласуват едва 59% от избирателите, над 21% от бюлетините са недействителни. Една година по-късно се провеждат и парламентарните избори. Ограниченията в избирателния закон, както и забраната за легална политическа дейност дава на кабинета възможност да вкара 93-ма свои представители в Народното събрание срещу 67 депутати на опозицията (от тях шестима комунисти са касирани заради пропагандата в тяхна полза на радио „Москва“). Основните сили от нея се обединяват още преди изборите в т.нар. Конституционен блок (БЗНС „Врабча-1“, БЗНС - Пладне, БРП (к.), Радикалната, Либералната и Демократическата партия и БРСДП).
В края на 30-те години на 20 век агресивността на фашистките държави се засилва. През октомври 1936 г. Германия и Италия сключват договор за съвместна външна политика. Един месец по-късно към тях се присъединява и Япония, завладяла огромни територии от Китай. На 11 март същата година Германия поглъща Австрия, а на 30 септември със съгласието на Англия и Франция (Мюнхенското споразумение) получава Судетската област. Шест месеца по-късно Германия завзема цяла Чехословакия. Опитите на западните демокрации чрез отстъпки да спрат агресията само засилват апетитите на Тройния съюз. През април 1939 г. Италия окупира Албания, а Германия денонсира договора си за нападение с Полша.
Кризата достига върха си на 23 август 1939 г. с подписването на пакта за ненападение между СССР и Третия райх. Договорът има тайна клауза за разделяне на територията на Полша между двете държави. Един месец по-късно тя изчезва от европейската карта, а войната се превръща в световна. В тежката международна обстановка кабинетът на Кьосеиванов повежда политика на неутралитет. На 31 юли 1938 г. министър-председателя подписва с Балканския пакт т.нар. Солунско споразумение. Турция, Гърция, Югославия и Румъния се отказват от ограниченията във военната област, наложени на България в Ньой. Страната има по-големи възможности да се бори за ревизия на договора по мирен път. През 1938 г. е подписан и пакта за вечно приятелство с Югославия.
Две седмици след като Германия напада Полша и войната се превръща в световна, правителството ни официално декларира неутралност на страната – 15 септември 1939 г. Българското общество отново (както през Първата световна война) е разделено на две. Обединената демократична опозиция е твърдо за поддържане на тесни икономически, политически и ако трябва дори военни връзки с Англия, Франция и Америка. На другия полюс мощните профашистки среди (Народното социално движение, част от действащите и запасните офицери и интелигенцията, младежките националистически организации) са за обвързване на България с Германия. В нейната помощ много българи виждат единствената възможност страната да си възвърне загубените при националните катастрофи земи. Позициите на тази част от българското общество се засилват от икономическа обвързаност с Третия райх – над 65% от вноса и износа на България.
Бързо променящата се международна и вътрешнополитическа обстановка принуждават цар Борис III да разпусне Народното събрание и да се освободи от неудобните министри. Изборите за XXV обикновено народно събрание са проведени през декември 1939 г. и осигуряват пълна победа на последователите на дворцовата политика. Водеща роля в новия кабинет имат политически дейци германофили.

## Съставяне
Безпартийният кабинет, оглавен от Георги Кьосеиванов, е образуван от военни и граждански дейци, приближени на монарха и провождащи политиката на двореца.

### Кабинет
Сформира се от следните 10 министри:
| министерство                                | име | име                | партия                    |
| ------------------------------------------- | --- | ------------------ | ------------------------- |
| председател на Министерския съвет           |     | Георги Кьосеиванов | безпартиен                |
| вътрешни работи и народно здраве            |     | Иван Красновски    | безпартиен                |
| външни работи и изповедания                 |     | Георги Кьосеиванов | безпартиен                |
| народно просвещение                         |     | Димитър Мишайков   | Народно социално движение |
| финанси                                     |     | Кирил Гунев        | безпартиен                |
| правосъдие                                  |     | Ангел Карагьозов   | безпартиен                |
| война                                       |     | Христо Луков       | военен                    |
| търговия, промишленост и труд               |     | Димитър Вълев      | безпартиен                |
| земеделие и държавни имоти                  |     | Ради Василев       | безпартиен                |
| обществени сгради, пътища и благоустройство |     | Спас Ганев         | безпартиен                |
| железници, пощи и телеграфи                 |     | Тодор Кожухаров    | Народно социално движение |

### Промени в кабинета

#### от 23 октомври 1936
| министерство                | име | име              | партия     |
| --------------------------- | --- | ---------------- | ---------- |
| железници, пощи и телеграфи |     | Михаил Йовов     | военен     |
| народно просвещение         |     | Николай Николаев | безпартиен |

#### от 21 май 1937
| министерство                  | име | име                | партия     |
| ----------------------------- | --- | ------------------ | ---------- |
| търговия, промишленост и труд |     | Димитър Бъров      | безпартиен |
| правосъдие                    |     | Александър Огнянов | безпартиен |
| земеделие и държавни имоти    |     | Банко Банков       | безпартиен |

#### от 24 януари 1938
| министерство                     | име | име              | партия     |
| -------------------------------- | --- | ---------------- | ---------- |
| война                            |     | Теодоси Даскалов | военен     |
| народно просвещение              |     | Георги Манев     | безпартиен |
| вътрешни работи и народно здраве |     | Николай Николаев | безпартиен |

#### от 28 януари 1938
| министерство                  | име | име             | партия     |
| ----------------------------- | --- | --------------- | ---------- |
| правосъдие                    |     | Илия Кожухаров  | безпартиен |
| търговия, промишленост и труд |     | Стоян Никифоров | безпартиен |

#### от 14 ноември 1938
| министерство                     | име | име              | партия     |
| -------------------------------- | --- | ---------------- | ---------- |
| вътрешни работи и народно здраве |     | Никола Недев     | безпартиен |
| финанси                          |     | Добри Божилов    | безпартиен |
| правосъдие                       |     | Никола Йотов     | безпартиен |
| търговия, промишленост и труд    |     | Илия Кожухаров   | безпартиен |
| земеделие и държавни имоти       |     | Иван Багрянов    | безпартиен |
| железници, пощи и телеграфи      |     | Владимир Аврамов | безпартиен |

#### от 12 април 1939
| министерство                                | име | име                     | партия     |
| ------------------------------------------- | --- | ----------------------- | ---------- |
| обществени сгради, пътища и благоустройство |     | Владимир Аврамов (упр.) | безпартиен |

#### от 23 октомври 1939
| министерство                                | име | име             | партия     |
| ------------------------------------------- | --- | --------------- | ---------- |
| народно просвещение                         |     | Богдан Филов    | безпартиен |
| правосъдие                                  |     | Васил Митаков   | безпартиен |
| търговия, промишленост и труд               |     | Славчо Загоров  | безпартиен |
| обществени сгради, пътища и благоустройство |     | Димитър Василев | безпартиен |
| железници, пощи и телеграфи                 |     | Петър Габровски | безпартиен |